# Sidoleren
Sidoleren is een bestuurslaag in het regentschap Purworejo van de provincie Midden-Java, Indonesië. Sidoleren telt 715 inwoners (volkstelling 2010).